# Sam Jasper
Sam Jasper (* 6. Februar 1986 in North Shore) ist ein neuseeländischer Fußballspieler und Trainer.

## Verein
Der 1,81 Meter große Abwehrspieler wechselte zur Saison 2005/06 von North Shore United zum neuseeländischen A-League-Klub New Zealand Knights und kam dort zu zwei Einsätzen. In der nächsten Spielzeit stand er bei Waitakere United in der New Zealand Football Championship unter Vertrag und gewann dort die OFC Champions League 2007. Dann folgten fast jährlich weitere Vereinswechsel innerhalb der heimischen Ligen, aktuell ist er seit dem 1. Januar 2023 als Co-Spielertrainer für den Drittligisten Mount Albert-Ponsonby AFC aktiv.

## Nationalmannschaft
Sam Jasper kam für diverse neuseeländische Jugendnationalmannschaften zum Einsatz.

## Erfolge
- OFC-Champions-League-Sieger: 2007